# Tjeckoslovakien i olympiska vinterspelen 1960
Tjeckoslovakien deltog med 21 deltagare vid de olympiska vinterspelen 1960 i Squaw Valley. Totalt vann de en silvermedalj.

## Medaljer

### Silver
- Karol Divin - Konståkning.